# بند الله‌آباد
بند الله‌آباد مربوط به سده‌های میانه دوران‌های تاریخی پس از اسلام است و در شهرستان ایرانشهر، بخش مرکز ی، دهستان دامن، ۲ کیلومتری شمال روستای سایگان واقع شده و این اثر در تاریخ ۲۷ اسفند ۱۳۸۶ با شمارهٔ ثبت ۲۲۶۴۱ به‌عنوان یکی از آثار ملی ایران به ثبت رسیده است.